# Neuf-Brisach
Neuf-Brisach (niem. Neubreisach) – miasto w północno-wschodniej Francji, w regionie Grand Est, w departamencie Górny Ren, w okręgu Colmar, w kantonie Neuf-Brisach, którego jest stolicą. Znajduje się dwa kilometry na zachód od Renu, stanowiącego granicę francusko-niemiecką.

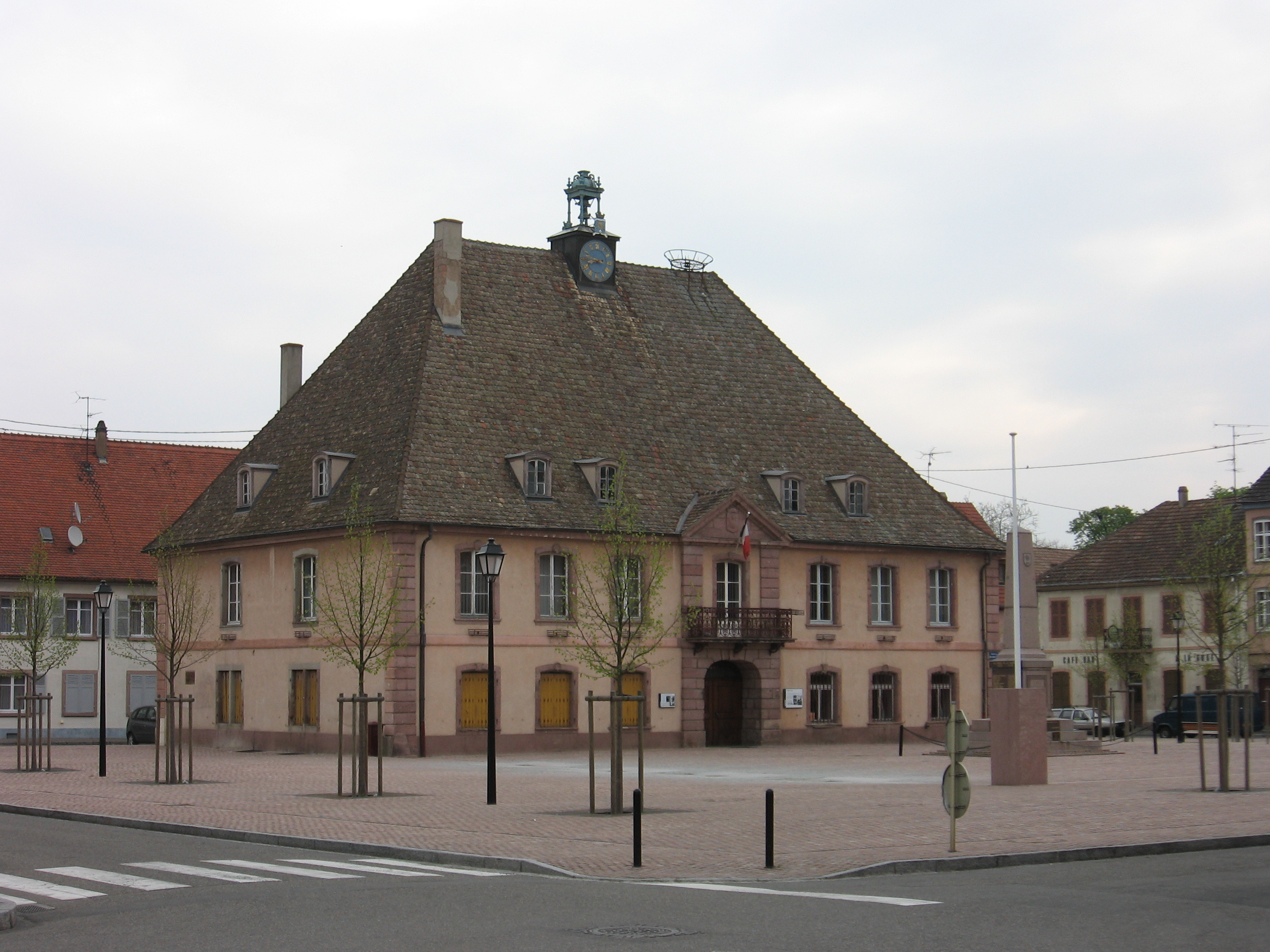
Ratusz

W 1697 r. na mocy traktatu w Rijswijk kończącego wojnę palatynacką Francja utraciła leżące na wschodnim brzegu Renu miasto Brisach (niem. Breisach). Aby zapobiec utracie dalszej części terytorium na rzecz Niemiec, Ludwik XIV postanowił zbudować przy nowej granicy twierdzę Neuf-Brisach (pol. Nowe Brisach). Projekt zlecono Sebastianowi Vaubanovi. Budowę miasta i twierdzy gwiazdy rozpoczęto w roku 1699, a zakończono trzy lata później.
W 2008 r. miasto zostało wpisane na listę światowego dziedzictwa UNESCO jako jedna z dwunastu grup warownych wchodzących w skład fortyfikacji Vaubana.
W Neuf-Brisach krzyżują się drogi: D1 do Volgelsheim, D2 do Ensisheim, D115 z Colmar do niemieckiego Breisach, D120 do Volgesheim, D468 z Niffer k. Miluzy do Illkirch-Graffenstaden pod Strasburgiem oraz D1bis (łącznik między D1 i D2) i D29 (łącznik śródmieścia z D115). Ponadto przez miasto przebiega linia kolejowa z Colmar do Volgesheim.
Według danych z 2007 r. liczba ludności Neuf-Brisach wynosi 2397 osoby, a powierzchnia – 1,33 km².